# Jacek Klinowski
Jacek Klinowski (ur. 1943) – polski chemik działający w Wielkiej Brytanii.
W latach 1960–1965 studiował chemię na Uniwersytecie Jagiellońskim, a w 1961 roku podjął równoległe studia matematyczne. Wraz z nim studiowali m.in. Andrzej Parczewski, Jerzy Datka i Łukasz Lebioda. Pracę magisterską wykonał pod opieką Macieja Leszko w Zakładzie Chemii Ogólnej, którego kierownikiem był wówczas Bronisław Zapiór
W 1968 roku uzyskał stopień doktora, po czym wyjechał z Polski. W sierpniu tego samego roku podjął pracę na University of Aberdeen, gdzie zajmował się transportem wody i elektrolitów przez membrany jonowymienne. Rok później przeniósł się do Imperial College London, tam pracował w zespole Richarda Barrera, specjalizującego się w badaniach zeolitów.
W 1980 roku przeniósł się na University of Cambridge, gdzie pracował do przejścia na emeryturę w roku 2013. W Cambridge organizował grupę badawczą zajmującą się badaniami zeolitów. Na University of Guelph zapoznał się z wykorzystaniem technik spektroskopii NMR i, w 1983 roku, uzyskał fundusze na zakup spektrometru przystosowanego do badań w ciele stałym. Zastosowanie technik wirowania pod kątem magicznym (MAS NMR Magic Angle Spinning) do próbek zeolitów było nowym podejściem, które zaowocowało licznymi publikacjami opisującymi strukturę tych materiałów. W 2002 roku Jacek Klinowski był najczęściej cytowanym polskim chemikiem. Jego indeks Hirscha wynosił 61.
Spośród zainteresowań pozanaukowych Jacka Klinowskiego wymieniana jest muzyka (gra on na fortepianie), a także film. Wspólnie z Adamem Garbiczem opracował dwa tomy książki Cinema, the magic vehicle: a guide to its achievement, wydanej w Polsce jako Kino wehikuł magiczny.
Żona Jacka Klinowskiego, Margaret jest biologiem zajmującym się ssakami morskimi. Ich córka, Teresa Klinowski (ur. 1970) jest biologiem zajmującym się embriologią i biologią komórki, w 1993 roku uzyskała stopień doktora na The University of Manchester.

## Wybrane publikacje
- Fundamentals of nuclear magnetic resonance (wspólnie z Jackiem Hennelem, 1993, ISBN 0-582-06703-0.
- New techniques in solid state NMR (wspólnie z Olegiem Ancutkinem, 2005, ISBN 3-540-22168-9)
- Kino wehikuł magiczny: przewodnik osiągnięć filmu fabularnego. Podróż pierwsza 1913-1949 (wspólnie z Adamem Garbiczem, 1975, wydanie polskie 1981 ISBN 83-08-00298-6)
- Kino wehikuł magiczny: przewodnik osiągnięć filmu fabularnego. Podróż druga 1950-1959 (wspólnie z Adamem Garbiczem, 1979, wydanie polskie 1987, ISBN 83-08-01377-5.

## Odznaczenia i nagrody
- profesor honorowy Uniwersytetu Jagiellońskiego (2013)
- Medal Marii Skłodowskiej-Curie (2018)